# Déchiffreur
Déchiffreur est un média en ligne d'information générale et de vérification des faits (fact-checking), abordant un large éventail de sujets allant de l'actualité et la société à la justice, les faits divers, l'économie, la santé, l'environnement et la culture.
Le site d'information propose des articles d'actualité et des analyses classées par catégories, une section dédiée au fact-checking, ainsi que des dossiers spéciaux incluant des enquêtes et des reportages de terrain.
Le journal en ligne Déchiffreur a été fondé en 2019 par Dorian Beller, né le 25 avril 2002. Il en assure la présidence ainsi que la direction de la publication, tout en étant à la tête de plusieurs autres médias affiliés au Groupe Déchiffreur.

## Historique
Crée en 2019, le média d'infodivertissement français Ouais! se classe parmi les favoris chez la jeune génération, notamment sur le réseau social chinois, TikTok, selon Le Journal du Net.
La marque est également présente sur les réseaux sociaux Facebook, Instagram, Pinterest ou encore Twitter.
En 2022, Dorian Beller, directeur de la publication chez Ouais!, révèle dans une interview accordée au magazine CB News la nouvelle version du média, désormais entièrement axée sur la vidéo, ainsi que la suppression de la catégorie du divertissement. Cette décision est marquée par une réorganisation significative, impliquant la suppression de plus de mille contenus publiés depuis les débuts du média en 2019. Simultanément, le média repense son site internet afin d'optimiser l'expérience de consommation de contenu vidéo.
En 2022, Ouais! introduit sa marque dans la version anglophone sous le nom de Yeah!, accompagnée de la nomination d'un responsable des contenus établi à New York. Des vidéos créées à Paris sont traduites avec des sous-titres ajustés à la langue, permettant ainsi une diffusion sur le marché américain.
En 2024, Le Factuel lance une cellule de vérification des faits (fact-checking) afin de lutter contre la désinformation . 
En 2024, le Groupe Ouais! annonce renouer avec l'infodivertissement en lançant Ouais!, un média qui explore les dernières tendances des réseaux sociaux, l'évolution d'Internet, les créateurs de contenu émergents et établis, les séries, le cinéma, la télévision, les événements en direct, ainsi que des sujets particulièrement résonnants auprès de la jeune génération.
En juin 2025, Le Factuel change de nom pour Déchiffreur. L'Agence France-Presse (AFP) qui possède une rubrique intitulée L’AFP Factuel lui reprochait d'avoir un titre trop proche. Après un accord conclu, l'AFP est la seule détentrice de l'ancienne dénomination.

## Identité visuelle (logo)

Logo de « Déchiffreur » (2025)

## Modèle économique et indépendance
Déchiffreur est un média indépendant. 